# Meerut (Cantonment)
Meerut Cantonment är en garnisonsstad strax nordväst om staden Meerut i delstaten Uttar Pradesh, och ingår i denna stads storstadsområde. Folkmängden uppgick till 93 312 invånare vid folkräkningen 2011.